# 西鄉菊次郎
西鄉菊次郎（日语：／ Saigō Kikujirō，1861年2月11日—1928年11月27日），日本鹿兒島縣人，明治維新功臣西鄉隆盛之庶子，母為奄美諸島琉球人愛加那，歷任台北縣支廳長、宜蘭廳長、京都市長，從五位勳四等。

## 生平
1861年2月11日（万延2年正月2日），菊次郎生於當時薩摩藩治下的奄美大島的龍鄉。是當時受到安政大獄牽連、被流放大島的西鄉隆盛與島妻愛子（愛加那）所生之庶子。有一親妹妹菊子（又名菊草，後成為大山誠之助（西南戰爭的薩軍參戰士族，陸軍大將大山巖的弟弟）的妻子）。還有異母（隆盛正室西郷糸子所生）的弟弟西鄉寅太郎，西鄉午次郎，西鄉酉三。與妻・久子間生有7男7女。
9歲時，帶回到鹿兒島的西鄉本家，12歲時前往美國留學。經過2年6個月的留學生活，回國後便在私學校幫助父親隆盛做事。
回國3年後即17歲時：1877年（明治10年），西南戰爭爆發，在戰爭中以薩軍的一員參戰。在宮崎縣的延岡・和田嶺的戰鬥中，由於右腳小肢被官軍擊傷，最終因傷重而將右腳膝下部位截肢。在和田嶺的戰鬥中有許多死傷者的薩軍將陣地移到俵野，並為了往後的動向而召開會議。最終在8月16日，隆盛宣布解散部隊、同時讓傷兵們向官軍投降，而決定與官軍決死一戰的隆盛與忠實的最後薩軍精銳，決定穿越可愛嶽、從三田井返回鹿兒島。
在戰鬥中身負重傷的菊次郎，在桐野利秋的考量下，將他與其他傷兵一起留在俵野。這時隆盛的僕人永田熊吉也跟著他。熊吉揹著受傷的菊次郎返回鹿兒島、向隆盛的弟弟西鄉從道投降。從道替外甥投降的事情感到高興，並向熊吉致謝。
西南戰爭後，23歲時進入外務省任職，並供職於美國駐日公使館以及省內行政職。1887年（明治20年）6月，再次前往美國留學。1890年（明治23年）1月，任宮内省式部官。
1895年（明治28年），在甲午戰爭清廷戰敗割讓台灣予日本後，赴台湾任地方行政職約四年半，期間任職台北縣基隆宜蘭支廳長、第一任宜蘭廳長。

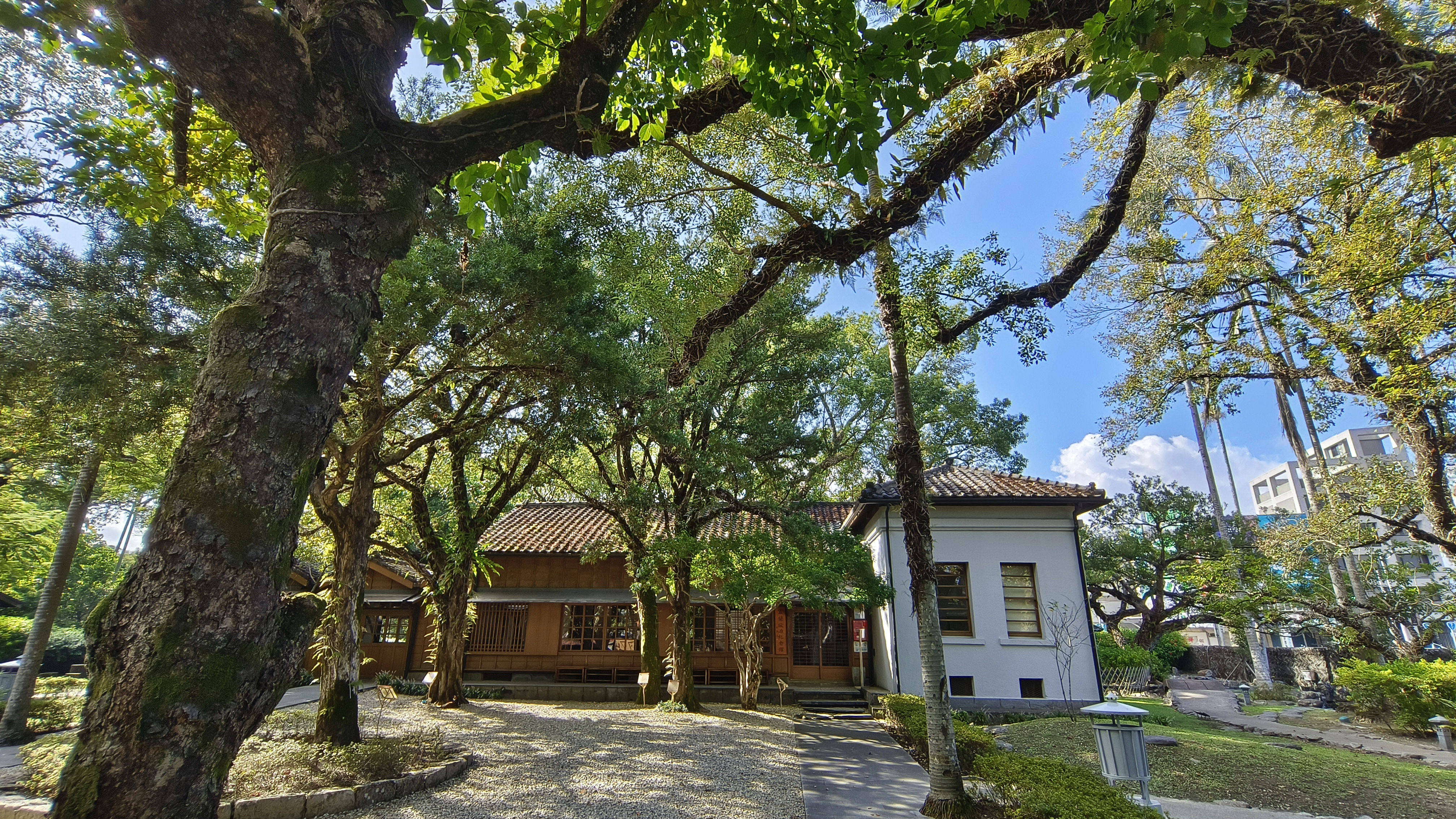
宜蘭廳長官邸

1897年至1902年間的宜蘭廳長任內，整治宜蘭河、在於宜蘭河兩岸建設堤防，解決水患。因此該堤防被稱為「西鄉堤」，宜蘭市和員山鄉間的中山橋在日本時代也被稱為「西鄉橋」。1905年，地方人士也建立「西鄉廳憲德政碑」紀念其治績。
任期屆滿、回到日本本土後，1904年就任京都市市長（任期約7年）。在任期間，以「京都的百年大計」推動發電，上下水道整備，設置市電等京都三大事業。雖然因為需要鉅額資金，讓三大事業的財源面臨巨大的困難，所幸在1909年（明治42年）6月，在三井銀行的幫助下，向法國發行4,500萬法郎的外債而成功籌措到資金。
1911年（明治44年）由於右腳所生的後遺症而辭去京都市長。卸職後回到家鄉鹿兒島縣，之後成為島津家事業的山野金山礦業的館長。但由於健康一直無法回復，因此於1920年（大正9年）辭職。
1928年11月27日，因為心臟麻痺而於鹿兒島市藥師町的自宅中過世。享壽68歲（實歲滿67歲）。
2018年11月22日，第26任（現任）京都市長門川大作特向其孫：鹿兒島日置南洲窯當主、陶藝家西鄉隆文致贈感謝狀。

## 年表

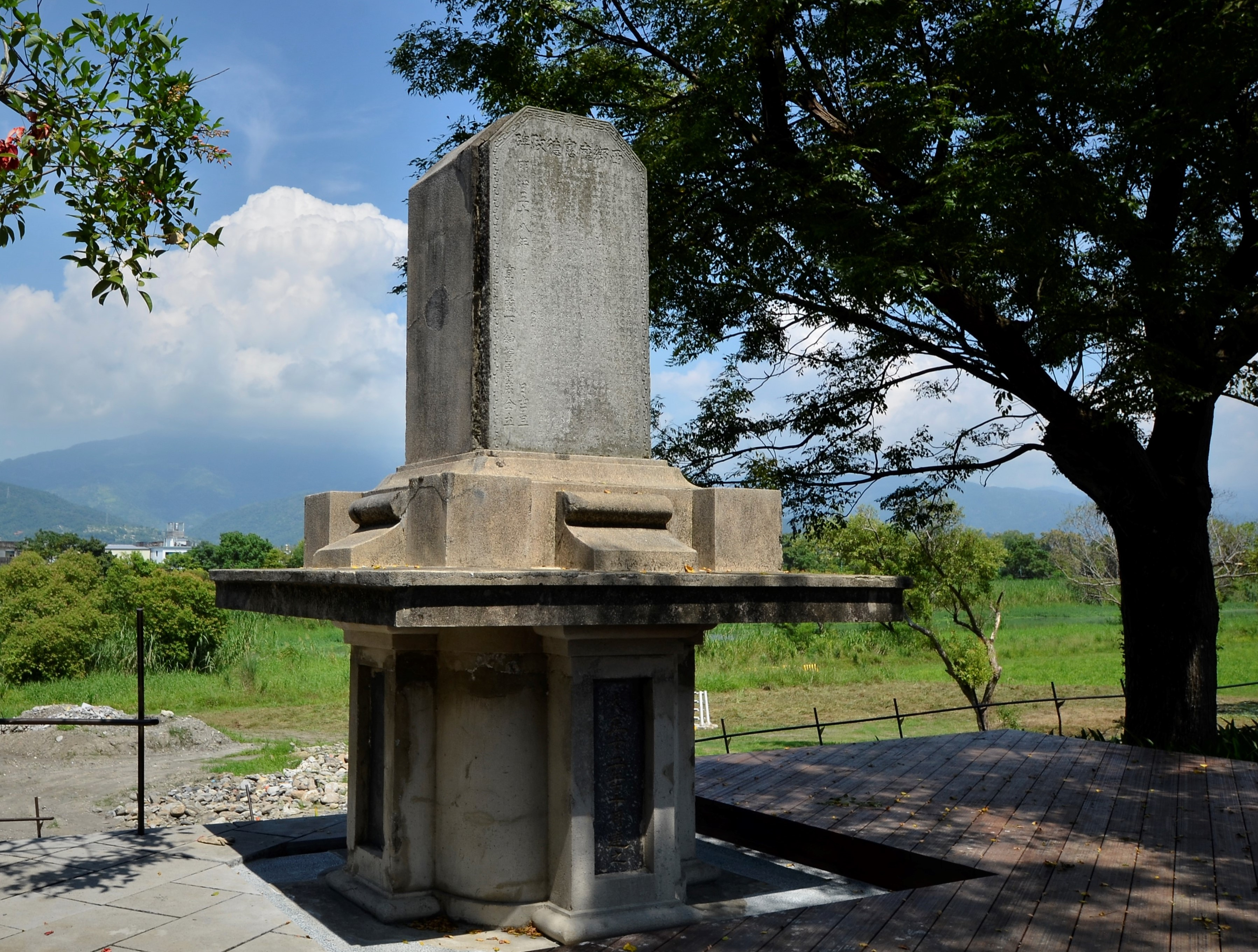
西鄉廳憲德政碑

- 1861年（萬延2年）- 2月11日（正月2日），出生。
- 1869年（明治2年）- 送回鹿兒島西鄉本家。
- 1872年（明治5年）- 12歳留學美國。專攻農業學。
- 1877年（明治10年）- 西南戰爭加入薩軍。與官軍交戰時右腳小腿被擊傷、傷重截肢。父親隆盛命其向官軍及其叔父西鄉從道投降。
- 1884年（明治17年）- 進入外務省任職。任美國駐日公使館勤務。
- 1887年（明治20年）- 再度前往美國留學。
- 1890年（明治23年）- 10月24日，任宮内省式部官、奏任官三等。
- 1895年（明治28年）- 任台灣台北縣基隆宜蘭支廳長。
- 1897年（明治30年）- 任台灣宜蘭廳長。
- 1904年（明治37年）- 10月12日，任第二任京都市長。
- 1912年（明治45年）- 任薩摩島津家事業：山野金山礦業館長。

## 政府敘勳榮譽
位階
- 1886年（明治19年）7月8日，授正八位朝職[2]。
- 1898年（明治31年）10月21日 - 從六位[3]
- 1900年（明治33年）12月27日 - 正六位[4]
- 1928年（昭和3年）11月27日 - 從五位[5]

勳章
- 1896年（明治29年）3月31日 - 勳六等瑞寶章[6]
- 1928年（昭和3年）11月27日 - 勳四等瑞寶章[5]

外國勳章獎章
- 1908年（明治41年）3月9日 - 大韓帝國：勳二等太極章[7]

## 登場作品
小説
- 林真理子『西鄉殿！』（2017年、KADOKAWA）

電視劇
- 『田原坂』（1987年）（日本電視台年末大型特別時代劇、演：坂上忍）
- 『宛如飛翔』（1990年、NHK大河劇 演：六浦誠）
- 『西鄉殿』（2018年、NHK大河劇 演：城桧吏→今井悠貴→西田敏行）

## 備注
1. ↑  .   [2018-12-24]. （原始内容存档于2018-12-02）.
2. ↑  『官報』第908号「叙任及辞令」1886年7月12日。
3. ↑  『官報』第4595号「叙任及辞令」1898年10月22日。
4. ↑  『官報』第5249号「叙任及辞令」1900年12月28日。
5. 1 2  『官報』第581号「叙任及辞令」1928年12月4日。
6. ↑  『官報』第3861号「叙任及辞令」1896年5月15日。
7. ↑  『官報』第7415号「叙任及辞令」1908年3月18日。

| 前任： 無（首任） | 宜蘭廳長 1897年－1902年12月3日 | 繼任： 佐藤友熊 |